# Dieter Kabisch
Dieter Kabisch (* 19. Januar 1931 in Leipzig; † 20. Februar 1999 in Kleinmachnow)  war ein deutscher Arzt, Gynäkologe und Sportmediziner. Sein Lebenswerk war geprägt von der Organisation einer umfassenden sportmedizinischen Betreuung in der DDR.

## Leben und Werk

Dieter Kabisch 1988

Nach Abitur, Medizinstudium in Leipzig, Erwerb des Facharztes für Frauenheilkunde und zunächst praktizierender Gynäkologe wandte sich Kabisch frühzeitig der  Sportmedizin zu.
Nach der Bildung des Sportmedizinischen Dienstes 1963 wurde er in Ostberlin dessen stellvertretender Chefarzt und übernahm die Leitung des Bereiches für allgemeine sportmedizinische Betreuung. In dieser Funktion organisierte er in den folgenden Jahrzehnten die sportmedizinische Betreuung praktisch aller zentralen sportlichen Großveranstaltungen in der DDR, insbesondere die Kinder- und Jugendspartakiaden in Berlin sowie die zentralen Turn- und Sportfeste in Leipzig.  Fragen des Kinder- und Jugendsports und der Sport in Prophylaxe und Metaphylaxe waren sein bevorzugtes Arbeitsgebiet.
Als Präsident des Deutschen Verbandes für Versehrtensport der DDR bis 1990 war er engagierter Sachwalter für die Behindertensportler.
Würdigung fanden seine Leistungen mit der Verleihung des Titels Obermedizinalrat und 1973 durch die Ehrung als Verdienter Arzt des Volkes.
Nach der Wiedervereinigung und Auflösung des Sportmedizinischen Dienstes 1990 war Kabisch als Leiter der Sportärztlichen Hauptberatungsstelle II in Berlin tätig und war konzeptionell am 1992 entstandenen Berliner Landesinstitut für Sportmedizin (heute Zentrum für Sportmedizin – Sport-Gesundheitspark Berlin) beteiligt.

## Publikationen
- A. Arnold und D. Kabisch: Ärztliche Grundlagen der Befreiung vom Sportunterricht. 4. Auflage. J.  A. Barth, Leipzig 1967
- W. Hollmann und K. Tittel: Geschichte der deutschen Sportmedizin. Druckhaus, Gera 2008, ISBN 978-3-9811758-2-0
- D. Kabisch: Sportmedizinische Betreuung und Sportmedizinischer Dienst in der DDR. In: K. Tittel, K.-H. Arndt und W. Hollmann (Hrsg.): Sportmedizin – gestern, heute morgen. J. A. Barth, Leipzig-Berlin-Heidelberg 1993, ISBN 3-335-00346-2